# Catral

Localización de Catral respecto a la Vega Baja del Segura

Catral es un municipio de la Comunidad Valenciana, España. Situado en el sur de la provincia de Alicante, en la comarca de la Vega Baja del Segura. Cuenta con una población de 9423 habitantes (INE 2024). Se trata de un municipio hispanófono, en el que el español cuenta con el predominio lingüístico reconocido legalmente.

## Geografía
La localidad goza de una situación privilegiada dentro de la provincia de Alicante y la comarca de la Vega Baja del Segura. Está considerada «la Puerta de la Vega Baja».
Se encuentra a unos 42 km de la capital Alicante y de Murcia, a 15 km de Guardamar de Segura y 20 km de Torrevieja. La capital de la comarca, Orihuela, se encuentra a 16 km y los núcleos industriales de Elche y Crevillente a 15 y 10 kilómetros respectivamente.
La autopista (A-37) y la autovía (A-7) conectan Catral con Elche, Murcia, Alicante, y Torrevieja.
Existe una estación de ferrocarril a 3 km (Albatera-Catral). El aeropuerto internacional de Alicante-Elche se encuentra a 30 km.
El clima es templado sobrepasando los 10 °C de temperatura en enero y 26 °C en julio.
Al Noreste se encuentra el parque natural “El Hondo” donde se pueden encontrar varias diversidades de aves, como por ejemplo el cabeciblanca, la cigüeñuela, la avoceta, el porrón común, etc.
Este municipio limita con San Felipe Neri (Norte) ; Dolores (Este); San Isidro (Oeste); Almoradí (Sur); Callosa de Segura (Suroeste;) y Orihuela (Suroeste). Todos ellos de la provincia de Alicante.
La zona de la huerta abarca 14.554,5 tahúllas y está irrigada por la acequia Mayor y otros acueductos menores llamados arrobas. La Madriguera, Hornos, Albellón y San Juan, son sus nombres. La superficie ocupada por cultivos es de 1611 hectáreas.

## Historia
Los orígenes del topónimo son inciertos. Se barajan tres teorías: que el nombre sea de origen íbero (Kal turl la, que significa "la doble cumbre", lo que haría referencia a los cercanos Cabezos de Albatera), que sea de origen latino (de Castrum Altum, "Villa fortificada" en latín) o de origen árabe (Al-Qatrullät). En cualquier caso, a mediados del siglo XIII acabó la dominación musulmana de Catral.
Conquistado por el infante Alfonso para la Corona de Castilla, se le concedió a la Orden de Santiago los lugares de Catral y Callosa en 1255. Sin embargo, el rey castellano lo reintegró a la Corona en 1264. Desde 1296, Catral, al igual que la mitad sur de la provincia, pasaría a manos de la Corona de Aragón, dentro de la Procuración General de Orihuela.
La tierra cultivable del municipio aumentó de manera importante durante las dos primeras décadas del siglo XVIII debido al drenaje de tierras pantanosas, promovido por el cardenal Belluga. En 1741, los 152 moradores de Catral pagaron 12 499 libras para obtener el título de Villa y con él la independencia de Orihuela. El 21 de marzo de 1829, se libró de los devastadores efectos de un terremoto que destrozó gran parte de las poblaciones de la comarca (Bajo Segura). Desde entonces, se realiza una rogativa anual a San Emigdio, santo protector contra los terremotos, como muestra de agradecimiento ante su intercesión. Los vecinos cantan y salen a las calles el Miserere junto con la orquesta de fondo.
En el año 1741, Catral fue declarada “Villa Real” por el Rey Felipe V y a los habitantes se les llama catralenses.

## Geografía humana

### Demografía
Cuenta con una población de 9423 habitantes (INE 2024).
| Gráfica de evolución demográfica de Catral entre 1842 y 2021                                                          |
| |
| Población de derecho según los censos de población del INE. Población de hecho según los censos de población del INE. |

Catral ha presentado un importante crecimiento demográfico desde los años 90. Según los datos censales de 2013, el municipio cuenta con 8648 habitantes, de los cuales 2537 son extranjeros, siendo estos últimos mayoritariamente europeos y con una gran representación proveniente del Reino Unido.
Si comparamos los datos de Catral con los de la provincia de Alicante concluimos que ocupa el puesto 41 de los 141 municipios que hay en la provincia y representa un 0,4562 % de la población total de ésta.
Hay que destacar el notable incremento demográfico municipal experimentado por Catral en los últimos años, donde de 5012 habitantes empadronados en el año 2000, se ha pasado en 2012, a registrarse 9083 habitantes, aumento sustancial que se ha traducido en un notable crecimiento de la población en edad escolar.

### Economía
La agricultura, cítricos, alcachofas, frutales, hortalizas, cereales y olivos, producen gran parte de la riqueza; un poco de ganadería bovina y ovina. Anteriormente en las tierras se cultivaba principalmente trigo, alfalfa, maíz, algodón, lino, higueras.
Catral cuenta con dos polígonos industriales: "Polígono Industrial de San Juan" y el "Polígono Industrial de Poniente". La industria principal se centra en los campos del mueble, textil, construcción, alimentación, piel y calzado.
Además es muy importante para la localidad el sector de la hostelería, creciente en los últimos años.

#### Turismo y servicios
El turismo y los servicios se confortan como la gran alternativa al entramado económico de Catral.
En marzo de 2014, Catral fue declarado por la Generalidad Valenciana “Municipio Turístico de la Comunidad Valenciana”.
La toma en valor de la huerta catralense es un aspecto esencial que conforta una más que apreciable y sugerentes ofertas turísticas.
Secundados por una climatología favorable, donde se promedia cerca de 3000 horas de sol anuales, como podemos ver en el gráfico siguiente, donde la temperatura media está en invierno más de 5 °C por encima del resto de España, se dan las condiciones idóneas para el éxito de la explotación turística.
Recientemente han surgido una red de casas rurales, respetuosas con el medio ambiente y que atraen a ciudadanos de todos los puntos de España y Europa.
Es la huerta uno de los principales y más valiosos patrimonios locales, y así lo han entendido los numerosos extranjeros que conviven con los nativos, prácticamente todo el año, pues a las consabidas casas esparcidas por la huerta se ha unido, para potenciar la oferta turística, la creación de un campamento, que aunque territorialmente no pertenece a Catral, al estar en el límite de nuestro término municipal, a escasos 500 m, deriva gran parte de su actividad comercial y turística a nuestro pueblo.
Este campamento, que es de los más modernos de Europa, cuenta con 39 bungalós con capacidad para 4/5 personas y adaptados para personas con movilidad reducida. Así como una zona de acampada con 1432 parcelas para usuarios de tiendas, convertibles, caravanas y autocaravanas, entre muchos otros servicios.
Independientemente del ecoturismo, recientemente se ha puesto en valor turístico la festividad de la “Romería de Santa Águeda”, al haberle sido otorgada por la Consellería de Economía, Industria, Turismo y Empleo de la Generalidad Valenciana la categoría de “Fiesta de Interés Turístico Provincial de la Comunidad Valenciana”, paso previo para que el municipio de Catral llegue a ser declarado oficialmente “Municipio Turístico” por el organismo autonómico competente.
Otro de los espacios naturales y turísticos más importantes junto al municipio es el Paraje Natural de El Hondo, uno de los humedales mundialmente más importantes, con reconocimientos internacionales debido a las características de su biodiversidad.
Este ha estado ligado históricamente a la economía, costumbres y tradiciones locales de Catral.
La laguna de El Hondo (que no pertenece a Catral) es el resto de lo que antiguamente fue una amplia zona de marismas. En la actualidad, el espacio de interés ecológico incluye dos embalses reguladores de riegos, charcas naturales, extensiones de saladar y algunas tierras de cultivo.

## Administración y política
| Elecciones municipales del 28 de mayo de 2023 |                            |           |         |       |            |            |
| PARTIDO                                       | PARTIDO                    | Candidato | Votos   | Votos | Concejales | Concejales |
| Partido Popular                               | Joaquín Lucas Ferrández    | 2.479     | 63,48 % | 9     | 3          |            |
| Partido Socialista del País Valenciano-PSOE   | Miguel Raúl Alonso Gascón  | 1.155     | 29,57 % | 4     | 1          |            |
| Vox                                           | Antonio Jesús Aznar Parres | 206       | 5,27 %  | 0     | -          |            |
| Fuente: Ministerio del Interior (España).     |                            |           |         |       |            |            |

| Periodo   | Nombre | Partido                          |
| --------- | --- | -------------------------------- |
| 1979-1983 | Joaquín Ñíguez Gelardo | UCD                              |
| 1983-1987 | Francisco Gelardo Aguilar | PSPV-PSOE                        |
| 1987-1991 | Juan Gelardo Culiañez | PSPV-PSOE                        |
| 1991-1995 | José Manuel Rodríguez Leal | PSPV-PSOE                        |
| 1995-1999 | José Manuel Rodríguez Leal | PSPV-PSOE                        |
| 1999-2003 | José Manuel Rodríguez Leal | PSPV-PSOE                        |
| 2003-2007 | José Manuel Rodríguez Leal | PSPV-PSOE                        |
| 2007-2011 | Aurelio David Albero García | PP                               |
| 2011-2015 | Aurelio David Albero García (2011-2013) Pedro Zaplana García (2013-2015) Moción de Censura en 2013 por parte de Pedro Zaplana García (Alternativa por Catral) | PP Alternativa por Catral        |
| 2015-2019 | Pedro Zaplana García | Alternativa por Catral           |
| 2019-2023 | Inmaculada Úbeda Pascual (2019-2021) Juan José Vicente Martínez (2021-2023) Pacto de unión de votos entre PSOE y Alternativa por Catral para la obtención de la mayoría absoluta y por tanto la alcaldía. Resultado: 2 años de alcaldía para cada partido político | PSPV-PSOE Alternativa por Catral |
| 2023-act. | Joaquín Lucas Ferrández | PP                               |

## Cultura
Casa de Cultura José María García Bernabé
La Casa de Cultura es uno de los edificios más emblemáticos de la localidad. Se inauguró en 1996 por Julio Herranz, Concejal de cultura. Es una de las infraestructuras culturales más importantes, no solo de Catral sino de muchos municipios de la Vega Baja. En la Casa de la Cultura se realizan diversas actividades incluyendo música, teatro, cine, exposiciones, cursos, talleres y danza.
Actualmente tiene una gran actividad, existiendo una programación cultural continua elaborada principalmente por el Ayuntamiento.
S.U.M. La Constancia
La Sociedad Unión Musical "La Constancia" de Catral promueve la enseñanza de la música en Catral. La Constancia cuenta con una sede social en la cual se imparte clases de grado elemental, por estar su Escuela inscrita en el Registro de Centros Docentes de la Comunidad Valenciana, con el código 03015701, en las disciplinas de: trompeta, trombón, trompa, bombardino, clarinete, flauta, saxofón, percusión, piano, guitarra, violonchelo, lenguaje musical y canto coral.
La sociedad aloja una banda de música con 75 músicos, que aportan gran calidad en sus conciertos e interpretaciones, ya que varios poseen estudios superiores de música y el resto en su mayoría son alumnos de los conservatorios de Catral, Almoradí, Murcia, y Alicante.
La S.U.M. "La Constancia" ha obtenido a lo largo de su historia numerosos premios y reconocimientos de ámbito provincial, regional y nacional.
El Conservatorio Profesional de Música y Danza "Juan Miralles Leal" ocupa un amplio edificio inaugurado en el año 2012, anexo a las instalaciones de la Casa de Cultura. La titularidad es municipal y su gestión está a cargo de la S.U.M. La Constancia.
Junta Mayor de Cofradías y Hermandades de la Semana Santa "Capilla de la Resurrección"
La Sede de la Junta Mayor de Cofradías y Hermandades de la Semana Santa está sita en la calle San Juan, en pleno centro de la localidad.
Fue inaugurada en el año 2009, y en ella se encuentran la mayoría de los tronos procesionales de todas las Cofradías y Hermandades que participan en la histórica y tradicional Semana Santa catralense.

## Fiestas

### Santa Águeda
Es una de las festividades y tradiciones más antiguas y populares de la provincia de Alicante.
Esta fiesta consiste en una romería, que comienza en el barrio Santa Águeda llevando a la Santa a hasta la Iglesia de los Santos Juanes. Se celebra del 4 al 6 de febrero, siendo el día mayor el 5.
El municipio se convierte en un zoco ferial donde los vecinos y visitantes pueden comprar las típicas “bolicas" de Santa Águeda, y todo tipo de chucherías y golosinas, de las que, sin duda alguna, el rey es el turrón.
La forma peculiar de comprar se llama “la pesá” que consiste en un paquete de dulces de todas clases y que se regala a una persona querida.
Los vendedores ambulantes se colocaban en los extremos de las calles, en los cuales se vendían turrón, apañicos de torraos, frutos secos, dulces y las típicas bolas de Santa Águeda. Esta tradición se sigue haciendo hoy en día, donde cientos de puestos ambulantes se asientan durante el kilómetro y medio que transcurre desde la Plaza de Santa Águeda hasta la Plaza de España en el centro de la localidad.
La devoción en Catral de esta mártir siciliana es muy antigua. Se dice que fue introducida por la Orden de Santiago en el año 1255, aunque los primeros documentos que hacen referencia a la imagen y a la ermita datan de 1684.
Santa Águeda es muy venerada tanto por los catralenses como por una multitud de gentes que cada año son fieles a su cita con la Santa.
Por sus connotaciones específicas (enfermedad en los pechos), son las mujeres las que más suelen pedir a la Santa su protección e intersección, aunque también se le pide amparo a Santa Águeda para proteger y potenciar las faenas de la huerta.
Durante la guerra civil la imagen de Santa Águeda fue destruida y al término de esta, la familia Ñiguez, descendientes de los antiguos compradores de la Ermita, encargaron al escultor Carmelo Vicent Suria, de Valencia, la actual imagen y trono de la Santa.
El día 4 de febrero la Santa se trasladada ante una gran multitud de devotos que han hecho promesas, hasta el templo parroquial de los Santos Juanes, en donde pernocta para salir, después de una misa solemne y acompañada por las autoridades, en romería hasta su ermita.
En el 1936 por la guerra civil fue destruida la imagen de la virgen y la Ermita, pero posteriormente se reconstruyó.
Muchas son las personas de la comarca y pueblo limítrofes que vienen a poner exvotos a la Santa que “fa miracles”

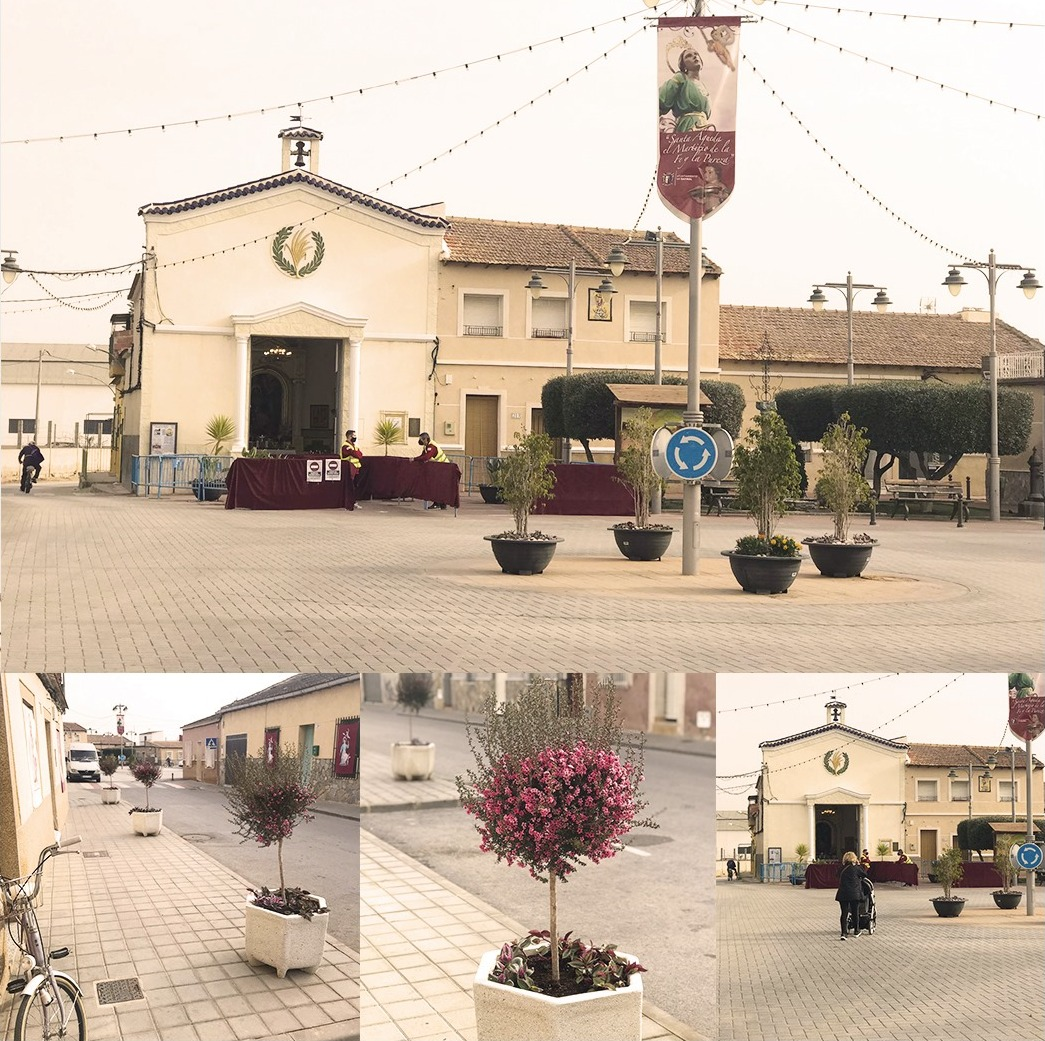

La "Romería de Santa Águeda" fue declarada de Interés Turístico Provincial de la Comunitad Valenciana, por la Generalidad Valenciana.

### La Purísima
La Purísima es la patrona de Catral, con sus auroros, esta fiesta es más religiosa que cívica. El 7 de diciembre es llevada de su ermita a la parroquia, entre sus vítores y sus pasodobles. El 8 de diciembre empieza la tradición con los auroros.
Es una tradición, en la que está compuesta por una novena, tiempo dedicado a su novenario.
Es la Real Archicofradía del Santísimo Rosario y la Purísima de la Ermita la que se encarga de organizar los festejos populares y religiosos, que comienzan el día 7 de diciembre con el traslado de la Patrona, desde la Ermita al Templo Parroquial. El día 8 es el día grande y se celebra una Solemne Procesión, con asistencia de autoridades y Reinas de las Fiestas.
Tras la novena, en la que es costumbre que prediquen los sacerdotes de Catral, la Virgen es devuelta, en Romería a la Ermita.

### San Juan Bautista
San Juan Bautista es el patrón de Catral, por eso la iglesia se llama “Los Santos Juanes”. Normalmente coincide con el Sagrado Corazón de Jesús, el último domingo de junio, a los que vecinos tienen gran devoción.
En junio se celebran las fiestas mayores patronales en honor a san Juan Bautista.
Son las fiestas Patronales de la localidad. Coinciden con los primeros días del verano y las Fiestas están organizadas por el Ayuntamiento.
Son fiestas muy participativas en donde se conjuga todo el pueblo, desde niños a mayores, en diversas y variadas celebraciones. Suelen comenzar con la Coronación de las Reinas de Fiestas, en una espectacular y ceremoniosa gala.
Es destacable el día de la Cabalgata popular, en donde participan Las Peñas y los Barrios de la localidad, con los más divertidos y sorprendentes disfraces. Se suele celebrar el sábado antes de San Juan.
También se ha recuperado la tradición de montar una Hoguera o Falla. La plantan los vecinos de la calle Santa Bárbara y suele contener algún tema o motivo irónico. Hay espectáculos para jóvenes, juegos infantiles tradicionales y Barracas Populares.
En estas fiestas los catraleses se vestían con la típica indumentaria huertana, desde del siglo XIX.
También se celebra de manera menor a San Juan Evangelista (copatrón), el 27 de diciembre.

### Corazón de Jesús
Se celebra normalmente el último fin de semana de junio, al finalizar las fiestas patronales de San Juan. Es una fiesta principalmente religiosa, que organiza y atiende la Hermandad del Sagrado Corazón de Jesús en colaboración con el Ayuntamiento.
Se ha hecho muy popular, pues la víspera (sábado noche) se realiza el Concierto de “la Banderita”, por parte de la S.U.M. "la Constancia" de Catral, llamado así por ser esta pieza de la obra “las Corsarias” la que toca la Banda de Música en el pasacalle alrededor del pueblo al finalizar el concierto. Es cantada y bailada por todo los participantes, antes de que comience la “Gran traca” por toda la Calle Santa Bárbara, donde se produce la desbandada al escucharse los primeros truenos.
Al finalizar hay un bonito y acogedor baile en la Plaza.

### Semana Santa
La Semana Santa de Catral ha experimentado un considerable auge en los últimos años.
La gran labor que las diferentes Cofradías vienen desarrollando durante todo el año queda reflejada en una gran mejora estética de los desfiles Pasionales de la Semana Santa, que organiza y coordina la Junta Mayor de Cofradías y Hermandades.
La realización y reforma de tronos, la restauración de imágenes y vestuario de las mismas, la renovación de estandartes, el incremento de penitentes, así como la incorporación de nuevos pasos procesionales así lo evidencian. Esta mejora externa no va exenta del más importante de los elementos: el religioso. El Septenario de los Dolores, el Vía Crucis Penitencial y la masiva participación en los actos y Oficios de la Semana Mayor lo testimonian.
El Domingo de Ramos, realiza su Estación Penitencial la Cofradía de Nuestro Padre Jesús Triunfante. Portando a su titular a hombros los componentes de la Banda de Cornetas y Tambores “Los Santos Juanes” de Catral, acompañados por innumerables niños y niñas con vistosas palmas.
Por la tarde se comete la llamada procesión de “Las Mantillas”, por ser esta prenda la tradicional que usan las mujeres para acompañar a la Virgen de los Dolores.
El lunes santo Nuestro Padre Jesús Cautivo, realiza su estación Penitencial, llamada Procesión de los Escapularios.
El martes santo se realiza la Procesión del Traslado, desde la iglesia parroquial a la Ermita de la Purísima. Participan las Cofradías de Nuestro Padre Jesús Nazareno, Santa Mujer Verónica, San Juan Evangelista, Ntra Sra. De los Dolores y el Stmo. Cristo de la Salud.
El Jueves Santo se hace la Procesión del Silencio.
El Viernes Santo, desde las 5 horas se hace el Canto de la Pasión. Ancestrales cantos acompañados por unas singulares trompas de dos metros de longitud, montadas sobre dos carritos con ruedas. Son melodías breves con versos alusivos a La Pasión. A las 8,00 desde la Ermita sale la Procesión del Encuentro, las mismas Cofradías que hicieron el traslado. Confluyen en la Plaza de España, donde se realiza el “encuentro” de Jesús Nazareno con la Virgen de los Dolores.
Por la noche, la llamada Procesión del Santo Entierro, por participar además de los mencionados la Agrupación del Cristo del Amor en el Descendimiento de la Cruz, la Cofradía del Sepulcro y la de la Virgen de la Soledad.
El Domingo de Resurrección, tiene lugar el encuentro de María con su Hijo Resucitado. Salen la Virgen de la Encarnación, desde la Ermita, con el rostro tapado por un velo y desde la iglesia parroquial el Santísimo bajo palio. Se encuentran a mitad de la calle, quitan el velo a la Virgen y los porteadores realicen “las cortesías” al Santísimo.
Por la tarde los jóvenes y niños celebran la Pascua. Es costumbre salir al campo o al “Cabezo” a merendar. Obligatorio las monas con huevo.

### Rosario de la Aurora
Cada madrugada de los domingos de octubre y el día 1 de noviembre, festividad de Todos los Santos, los Auroros cantan hermosas melodías, algunas de ellas con reminiscencias mozárabes, alabando el Santo Rosario.

## Patrimonio histórico-artístico

### Iglesia Parroquial de los Santos Juanes
En época musulmana se alzó una mezquita en el nombre de Alá.
Después de que Jaime I de Aragón con la ayuda de Alfonso X de Castilla "el sabio" reconquistan estas tierras en 1265 durante la sublevación mudéjar. El 23 de junio de 1299 el rey destruye la mezquita para reconstruirla de nuevo en un templo cristiano y será él el que pondrá el nombre de San Juan Bautista a la iglesia. La reconstrucción de la iglesia se verá influenciada el estilo arquitectónico de la época del lugar, estilo Gótico Mediterráneo. Compuesto de una sola nave, con arcos diafragma y una techumbre de madera con doble vertiente. En 1340 recibirá el título de parroquia.
Con el paso de los años el pueblo crece y la parroquia se queda cada vez más pequeña y en 1572 empezará las reformas, se modificara su cabecera y se le añadirá un crucero. Esta reforma le dio un cambio al edificio, al tratarse de una cruz latina y cambiar la orientación, ya que la cabecera siempre se orientaba al Norte y no al Este como en este caso. Esto hizo que este edificio fuera peculiar en la comarca.
En 1760 se volverá a derribar y se emprenderá un plan de construcción, pero no se terminara hasta el 1802 terminando el cambio definitivo que podemos apreciar en la actualidad. Tras esta construcción la parroquia tendrá un estilo Barroco desornamentado, por la influencia del estilo del Barroco en el XVIII. El edificio quedó con más unidad estructural y ornamental, jugando con los volúmenes; la torre del campanario quedará aislada del eje axial del templo.
La planta de cruz latina; una sola nave con bóveda de lunetos; cabecera absidial; capilla entre los contrafuertes dándole así la función de pseudonaves laterales, los laterales cubiertos por una bóveda vaída. Por el interior sigue el juego de luces y sombras; y combina la decoración propia del neoclasicismo y según el tipo arquitectónico de transición Barroco y el Neoclásico (Barroco desornamentado). El exterior los muros agrupan los volúmenes que configuran las tres puertas, una situada en la fachada-retablo, la puerta principal, y otra en la capilla en el lateral de la nave principal.

### Ermita de la Purísima
La Ermita de la Purísima fue en principio la capilla del Santo Hospital del lugar en 1555.
Sus trazas arquitectónicas siguen modelos barrocos y neoclásicos de finales del siglo XVIII, y su última restauración data de 1998.
En su interior reside la Sagrada Imagen de la Purísima, Patrona de Catral, y obra de los valencianos Rabasa y Royo realizada en 1940, y coronada canónicamente el 19 de diciembre de 2004.
El camarín es obra del tallista murciano Manuel Ángel Lorente Montoya.
La Ermita alberga cuatro altares-capilla adosados a los muros del cierre dedicados a la Virgen del Rosario, la Virgen de Lourdes, la Virgen del Carmen, así como a San José, una preciosa talla del siglo XVIII.
Es la sede de la tradición “aurora”, cuyos orígenes se sitúan a mediados del siglo XVI, y de la que es depositaria la Real y Muy Ilustre Archicofradía del Santísimo Rosario y la Purísima de la Ermita.
Está ubicada en la calle Santa Bárbara de la localidad.

### Ermita de Santa Águeda
Las referencias más antiguas que conocemos sobre esta Ermita datan de finales del siglo XVII.
Probablemente, la devoción a esta mártir siciliana fue traída a Catral por la Orden de Santiago, en cuyos dominios se incluye a Catral hacia el año 1255. También podría estar relacionada con la figura de San Vicente Ferrer (gran devoto de la Santa), que estuvo predicando por estas tierras alicantinas alrededor de 1411.
Más tarde lo harían los frailes de la Orden Carmelitana de Valencia, pudiendo éstos contribuir, de la misma manera, a su consolidación e incluso ayudar en la construcción de la primera ermita dedicada a la santa.
La Ermita es de planta circular, y perdió la cúpula que la cubría en el terremoto del 21 de marzo de 1829.
Su planta guarda claras reminiscencias de los martyria paleocristianos (primitivos templos del culto).
En su interior reside la imagen de Santa Águeda. Esta Santa es protectora de las enfermedades que afectan a los pechos de las mujeres, de las nodrizas en periodo de nutrición y fecundidad de leche materna.
Se la invoca contra los efectos de los incendios por su poder sobre el fuego y es, también, protectora de los fundidores de metales. Otros poderes que le atribuyen es el de proteger contra los malos espíritus, las enfermedades del ganado y potenciar la producción agraria, y curiosamente estas últimas actividades, están muy relacionadas con las faenas de nuestra huerta.
En torno a la Ermita, todos los años, en febrero, se manifiesta una de las devociones más populares: La romería de Santa Águeda.

### Templete de la Santa Cruz
Conocida como “La Cruz de Piedra” (por conservar el pilar de sillería que sustentaba la Cruz destruida en 1936), ignoramos la fecha exacta en que se erigió, aunque si sabemos que, junto a otras dos cruces más, una en la salida hacia Dolores y otra en la plaza de Santa Águeda, señalaban los lindes de la población y a la vez constituían una especie de cinturón que, a modo de amuleto, la protegía de espíritus malignos.
De hecho, cuando en antaño se celebraba el rito de la bendición de los aires, el día 3 de mayo, tras la ceremonia se visitaban las referidas cruces.

## Gastronomía
Dentro de la cocina típica podemos señalar: sus arroces secos (paellas con conejo, pollo o mixtas), el arroz y costra, el guisao de albóndigas, el cocido de pavo con pelotas y los rellenos a la brasa.
Menos sofisticados, pero no menos ricos, son: el arroz y bacalao, el arroz de vigilia o arroz de los tres puñaos, el cocido viudo u olla gitana, los cucorrones, el trigo picao, el caldo colorao, el guisao de hinojos, la grajonera y la tortilla en caldo.
Entre las innumerables ensaladas que se dan en la huerta cabe destacar la navideña de cardo blanco, apio y escarola y la de lisones con picá de ajos.
Respecto de la repostería, sus paparajotes, sus serros, sus almendraos, sus monas, sus almojábanas, y sus tortadas de almendra, entre otros, son inmejorables.